# Communauté de communes Artois-Lys
Pour les articles homonymes, voir Artois (homonymie).
La communauté de communes Artois-Lys est une ancienne communauté de communes française, située dans le département du Pas-de-Calais et la région Nord-Pas-de-Calais, arrondissement de Béthune.

## Historique
Le 1er janvier 2017, elle fusionne avec la Communauté d'agglomération de l'Artois et la Communauté de communes Artois-Flandres pour former la Communauté d'agglomération de Béthune-Bruay, Artois-Lys Romane.

## Territoire communautaire

### Composition
La communauté de communes est composée des communes suivantes jusqu'au 1er janvier 2017:
| Nom                | Code Insee | Gentilé          | Superficie (km2) | Population (dernière pop. légale) | Densité (hab./km2) |
| ------------------ | ---------- | ---------------- | ---------------- | --------------------------------- | ------------------ |
| Allouagne          | 62023      | Allouagnais      | 7,81             | 2 967 (2014)                      | 380                |
| Ames               | 62028      | Amois            | 3,51             | 661 (2014)                        | 188                |
| Amettes            | 62029      | Amettois         | 6,82             | 510 (2014)                        | 75                 |
| Auchy-au-Bois      | 62049      | Alciaquois       | 4,27             | 470 (2014)                        | 110                |
| Bourecq            | 62162      | Bourecquois      | 4,02             | 602 (2014)                        | 150                |
| Burbure            | 62188      | Burburois        | 5,53             | 3 044 (2014)                      | 550                |
| Busnes             | 62190      | Busnois          | 9,55             | 1 278 (2014)                      | 134                |
| Calonne-sur-la-Lys | 62195      | Calonnois        | 11,00            | 1 605 (2014)                      | 146                |
| Ecquedecques       | 62286      | Ecquedecquois    | 2,63             | 499 (2014)                        | 190                |
| Ferfay             | 62328      | Ferfayens        | 3,89             | 922 (2014)                        | 237                |
| Gonnehem           | 62376      | Gonnehemois      | 15,31            | 2 554 (2014)                      | 167                |
| Ham-en-Artois      | 62407      | Hamois           | 3,20             | 1 018 (2014)                      | 318                |
| Lespesses          | 62500      | Lespessois       | 3,09             | 406 (2014)                        | 131                |
| Lières             | 62508      | Liérois          | 3,24             | 382 (2014)                        | 118                |
| Lillers            | 62516      | Lillerois        | 26,90            | 10 192 (2014)                     | 379                |
| Mont-Bernanchon    | 62584      | Bernico-Montois  | 11,40            | 1 370 (2014)                      | 120                |
| Norrent-Fontes     | 62620      | Norrentfontois   | 5,70             | 1 455 (2014)                      | 255                |
| Robecq             | 62713      | Robecquois       | 10,56            | 1 355 (2014)                      | 128                |
| Saint-Floris       | 62747      | Saint-Florissois | 4,05             | 547 (2014)                        | 135                |
| Saint-Venant       | 62770      | Saint-Venantais  | 14,24            | 2 982 (2014)                      | 209                |
| Westrehem          | 62885      | Westrehemois     | 2,97             | 220 (2014)                        | 74                 |

## Administration

### Siège
La communauté de communes a son siège à Lillers, 7 rue de la Haye.

### Élus
La communauté d'agglomération est administrée par son Conseil communautaire, composé de 52 conseillers municipaux représentant les 21 communes membres.
Le Conseil communautaire du 23 avril 2014 a élu son nouveau président, Bernard Delelis, Maire de Gonnehem et ses sept vice-présidents, qui sont :
1. Pierre Selin, maire de Ham-en-Artois ;
2. Pascal Barois, maire de Lillers ;
3. Gilles Mouquet, maire de Calonne-sur-la-Lys ;
4. Daniel Rougé, élu d’opposition d'Allouagne ;
5. Marcel Cocq, maire d'Ames ;
6. René Hocq, maire de Burbure ;
7. Hervé Deroubaix, maire de Robecq[2].

Le conseil communautaire du 14 avril 2016 a décidé de démettre Pascal Barois, maire de Lillers et René Hocq, maire Burbure de leur fonction de vice-président. En effet, ces communes souhaitent rejoindre Artois Comm.,.
Ensemble, ils constituent le bureau de l'intercommunalité pour le mandat 2014-2020, qui, depuis ce conseil du 14 avril 2016, ne compte plus que 5 vice-présidents.

### Liste des présidents
| Période    | Période                     | Identité        | Étiquette | Qualité |
| ---------- | --------------------------- | --------------- | --------- | --- |
| 1995       | 2008                        | André Flajolet  | UMP       | Professeur de philosophie Maire de Saint-Venant (1989 → ) Député du Pas-de-Calais (2002 → 2012) Conseiller général (1985 → 2002) Conseiller régional (1992 → 1998 et 2004 → ) |
| 2008       | 2014                        | Pascal Barois   | PCF       | Maire de Lillers (2011 → 2020) |
| avril 2014 | En cours (au 18 avril 2016) | Bernard Delelis | Ex PS     | Maire de Gonnehem (2008 → ) |

### Régime fiscal et budget
L'intercommunalité perçoit une fiscalité additionnelle aux impôts locaux des communes, avec FPZ (fiscalité professionnelle de zone) et sans FPE (fiscalité professionnelle sur les éoliennes)

## Pour approfondir